# Leptophis diplotropis
La Culebra-perico gargantilla (Leptophis diplotropis) es una especie de serpiente de la familia Colubridae. Es endémica de México.
Su área de distribución se extiende desde el suroeste de Chihuahua y el sur de Sonora hasta el sureste de Oaxaca en México. L. Diplotropis habita los bosques secos tropicales, bosques semi-caducifolios, bosques de manglar, bosques de encino y bosques húmedos, desde el nivel del mar hasta 1600 m s. n. m. Es una especie muy adaptable, que también se encuentra en áreas perturbadas.